# Gritos en la noche
Gritos en la noche (The Awful Dr. Orlof o L'horrible Dr. Orloff en sus denominaciones internacionales) es una película de terror dirigida por Jesús Franco estrenada en 1962. Coproducción hispano-francesa, se trata de la quinta película filmada por el realizador madrileño.
Es calificada como uno de los primeros ejemplos del género de terror gótico y fantaterror en el cine español. También es la primera de las películas dirigidas por Franco en las que aparece el doctor Orloff, un científico brillante pero completamente trastornado, considerado uno de los tres arquetipos creados por en el fantaterror español junto con el licántropo Waldemar Daninsky creado por Paul Naschy y los Caballeros Templarios zombis obra de Amando de Ossorio.

## Argumento
Ambientada en el París de principios del siglo XX, el Doctor Orloff es un famoso cirujano de la capital obsesionado por la idea de recomponer el rostro de su bella hija. La muchacha quedó desfigurada tras verse implicada en un incendio provocado por el doctor en su laboratorio y, desde entonces, permanece recluida en el tétrico castillo-laboratorio de Orloff al cuidado de una fría mujer. 
Con la intención de devolver al rostro de su hija su imagen anterior, Orloff rapta a bellas muchachas solitarias, generalmente trabajadoras de cabaré y clubs nocturnos, a las que asesina y posteriormente extrae la piel del rostro para injertársela a su hija. Para hacerse con dichas jóvenes se ayuda de un siniestro criado, Morpho, producto de sus manipulaciones quirúrgicas. Una tras otra las sucesivas operaciones de injerto fracasan, y, tras cada intento fallido Orloff se ve obligado a buscar una nueva donante.
El inspector de policía Tanner, encargado de esclarecer esas cinco misteriosas desapariciones, se muestra impotente para cazar al culpable y sus investigaciones no prosperan. Pero su prometida, que tiene un asombroso parecido con la hija de Orloff, le ayudará poniéndose a sí misma como cebo para resolver el caso.

## Reparto
- Conrado San Martín - Inspector Tanner
- Diana Lorys - Wanda Bronsky / Melissa
- Howard Vernon - Dr. Orloff
- Perla Cristal - Arne
- María Silva - Dany
- Ricardo Valle - Morpho Lodner
- Mara Laso - Irma Gold
- Venancio Muro - Jean Rousseau 'Jeannot'
- Félix Dafauce - Inspector jefe
- Faustino Cornejo - Raymond
- Manuel Vázquez - Klein
- Fernando Montes - Malou
- Elena María Tejeiro - Ursula Camila
- Javier de Rivera

## Recepción

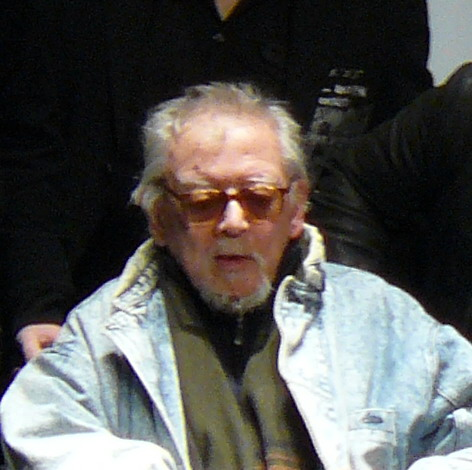
El director Jesús Franco

La revista Fotogramas le otorga 3 de 5 estrellas y la califica como «la obra más lograda» de la trayectoria de Jesús Franco.

«Posiblemente la obra más lograda dentro de la filmografía de uno de los directores más prolíficos de la historia, en la que se entregó a un esforzado refrito de mitos fantásticos a través de la figura del Dr. Orloff, su personaje fetiche. Su inteligente planteamiento y su sagaz puesta en escena, con las que recicla hábilmente el material de derribo en que se basa, son las claves de la aceptación que siempre tuvo.»
Revista Fotogramas 

En FilmAffinity España la película obtiene una puntuación de 6,1 sobre 10, con 591 valoraciones.

«Con una cuidada puesta en escena gótica y una excelente fotografía expresionista de Godofredo Pacheco, Gritos en la noche supone una acertadísima mezcla de thriller y película de terror por parte del director español más prolífico: Jesús (Jess) Franco. El filme bebe de diversas fuentes como la historia de Jack el Destripador y las películas El gabinete del doctor Caligari y Frankenstein, así como las producciones de terror gótico de la Hammer.»
Crítica de Heath en FilmAffinity España 

Los usuarios de IMDb le otorgan una puntuación de 6,2 sobre 10 con 1205 valoraciones.

«A pesar de su pésima reputación Gritos en la noche tiene mucho que ofrecer. Está bellamente filmada en blanco y negro con un trabajo de cámara consistente e interesante. Y contiene aspectos realmente espeluznantes utilizando principalmente sonidos de piano, percusión y efectos de sonido extraños.»
Crítica de Ferbs54 en IMDB 